# Eugène Stuber
Eugène Stuber, né le 11 juillet 1887 dans le 18e arrondissement de Paris et mort le 4 décembre 1959 au Pré-Saint-Gervais (Seine-Saint-Denis), est un acteur français.

## Biographie
Boxeur, Il fut champion de France avant la Première Guerre Mondiale, puis entraîneur de Georges Carpentier et Battling Siki, Il fut aussi ami et partenaire de cabaret de Maurice Chevalier avec qui il fit une tournée en Argentine.

## Filmographie
- 1927 : Fleur d'amour de Marcel Vandal
- 1930 : Sous les toits de Paris de René Clair
- 1930 : Le Spectre vert de Jacques Feyder et Lionel Barrymore
- 1931 : À nous la liberté de René Clair - Un gangster
- 1931 : Au nom de la loi de Maurice Tourneur
- 1931 : Le Million de René Clair - Un policier
- 1931 : Rive gauche d'Alexandre Korda
- 1932 : Camp volant de Max Reichmann
- 1932 : Cognasse de Louis Mercanton
- 1932 : La Perle de René Guissart
- 1932 : Plein gaz de Nico Lek - moyen métrage -
- 1933 : Les Bleus du ciel de Henri Decoin
- 1933 : Ces messieurs de la Santé de Pierre Colombier
- 1933 : Ciboulette de Claude Autant-Lara - Un fort des halles
- 1933 : Dans les rues de Victor Trivas
- 1933 : La Garnison amoureuse de Max de Vaucorbeil - Un conseiller municipal
- 1933 : Le Maître de forges de Fernand Rivers
- 1933 : Les Misérables de Raymond Bernard - Gueulemer - film tourné en trois époques -
- 1934 : Une fois dans la vie / La ronde aux millions de Max de Vaucorbeil - Le parieur
- 1934 : Jeunesse de Georges Lacombe - Le patron
- 1934 : Le Paquebot Tenacity de Julien Duvivier
- 1934 : Le Secret d'une nuit de Félix Gandéra - Le patron du bistrot
- 1934 : L'Aventurier de Marcel L'Herbier - un ouvrier
- 1935 : Amants et voleurs de Raymond Bernard
- 1935 : La Bandera de Julien Duvivier
- 1935 : La Coqueluche de ces dames de Gabriel Rosca
- 1935 : Crime et Châtiment de Pierre Chenal
- 1935 : L'Équipage d'Anatol Litvak - L'ordonnance de Maury
- 1935 : Golgotha de Julien Duvivier - Un bourreau
- 1935 : Jim la Houlette d'André Berthomieu
- 1935 : La Rosière des halles de Jean de Limur
- 1935 : Sous la griffe de Christian-Jaque - Un acrobate
- 1936 : À nous deux, madame la vie de Yves Mirande et René Guissart
- 1936 : Avec le sourire de Maurice Tourneur - L'amant de la femme du chasseur
- 1936 : Les Hommes nouveaux de Marcel L'Herbier - Un colon
- 1936 : Mayerling d'Anatol Litvak - L'homme aux anneaux
- 1936 : Les Mutinés de l'Elseneur de Pierre Chenal - Murphy
- 1936 : Tout va très bien madame la marquise de Henry Wulschleger - Un passant
- 1936 : Un de la légion de Christian-Jaque - Un légionnaire
- 1937 : Le Coupable de Raymond Bernard - Un gardien
- 1937 : Le Chemin de Rio de Robert Siodmak
- 1937 : La Bataille silencieuse de Pierre Billon - Le déménageur de piano
- 1937 : Ignace de Pierre Chevalier - Un gendarme
- 1938 : Chéri-Bibi de Léon Mathot
- 1938 : Belle Étoile de Jacques de Baroncelli
- 1938 : Café de Paris d'Yves Mirande et Georges Lacombe - Un inspecteur
- 1938 : Le Dompteur de Pierre Colombier
- 1938 : Gosse de riche de Maurice de Canonge
- 1938 : Une java de Claude Orval
- 1938 : Métropolitain de Maurice Cam
- 1939 : Entente cordiale de Marcel L'Herbier - Le crieur de journaux
- 1939 : La Famille Duraton de Christian Stengel - Un acteur de radio
- 1939 : Fric-Frac de Maurice Lehmann et Claude Autant-Lara
- 1939 : La Nuit de décembre de Kurt Bernhardt - Le porteur
- 1939 : Pièges de Robert Siodmak
- 1939 : Rappel immédiat de Léon Mathot
- 1939 : Le Veau gras de Serge de Poligny
- 1941 : Péchés de jeunesse de Maurice Tourneur
- 1944 : Bifur 3 de Maurice Cam - Le camionneur marseillais
- 1945 : François Villon d'André Zwobada
- 1946 : Le Cabaret du grand large de René Jayet
- 1947 : La Taverne du poisson couronné de René Chanas - Le timonnière
- 1947 : La Carcasse et le Tord-cou de René Chanas
- 1947 : Mandrin de René Jayet - film tourné en deux époques -
- 1948 : L'échafaud peut attendre d'Albert Valentin
- 1949 : Fantômas contre Fantômas de Robert Vernay - Un infirmier
- 1949 : L'Auberge du péché de Jean de Marguenat
- 1949 : Drame au Vel'd'Hiv' de Maurice Cam
- 1949 : Maya de Raymond Bernard - Un soutier
- 1949 : Millionnaires d'un jour d'André Hunebelle
- 1951 : Les Deux Monsieur de Madame de Robert Bibal - Le camionneur
- 1952 : Les Belles de nuit de René Clair
- 1952 : La Forêt de l'adieu de Ralph Habib
- 1953 : Suivez cet homme de Georges Lampin
- 1953 : Mandat d'amener de Pierre Louis
- 1953 : Mon frangin du Sénégal de Guy Lacourt - Un rabatteur
- 1954 : Crainquebille de Ralph Habib - Un accusé
- 1954 : Le Grand Jeu de Robert Siodmak
- 1954 : Escalier de service de Carlo Rim - Un fort des Halles
- 1954 : Sur le banc de Robert Vernay - Le cardeur coiffeur
- 1954 : Les hommes ne pensent qu'à ça d'Yves Robert - Un déménageur
- 1955 : Les Grandes Manœuvres de René Clair
- 1955 : Port du désir de Edmond T. Gréville - Un marin danseur
- 1955 : Voici le temps des assassins de Julien Duvivier - Un consommateur
- 1956 : Bonjour sourire de Claude Sautet
- 1956 : Papa, maman, ma femme et moi de Jean-Paul Le Chanois - Un agent
- 1956 : Ces sacrées vacances de Robert Vernay
- 1956 : Crime et Châtiment de Georges Lampin - Un joueur de belote
- 1956 : La Joyeuse Prison d'André Berthomieu
- 1956 : Notre-Dame de Paris de Jean Delannoy
- 1956 : Paris Palace Hôtel d'Henri Verneuil